# Repetérriffel
En repetérriffel er typisk en riffel i hvilken åbning og lukning af kammeret styres manuelt med et bundstykke. Typisk består bundstykket af et rør af metal i hvilket affyringsmekanismen befinder sig.
De fleste repetérrifler har et internt magasin, der lades med håndkraft eller med en laderamme. Nogle typer har dog aftagelige magasiner. Generelt har magasinerne en kapacitet på mellem 3 og 10 skud.

## Fordele
Repetérrifler har ry for at være mere præcise og kraftige end automatrifler. Af denne grund er de stadig i brug blandt snigskytter og konkurrenceskytter. Grunden til den større præcision og kraft er måden en repetérriffels kammer lukkes. Når en patron affyres i kammeret går al kraften fra eksplosionen til at drive projektilet frem, i en automatriffel går en del af energien til at genlade riflen, typisk ved hjælp af et gassystem. Yderligere er en repetérriffels eneste bevægelige indre del slagstiften og fjederen. Fordi riflen har færre bevægelige dele er der mindre chanche for mindsket præcision og funktionsfejl. Endelig er det en fordel for en snigskytte at patronhylsteret bliver siddende i riflen til den fjernes manuelt, i stedet for at blive kastet ud som i en automatriffel, fordi et flyvende patronhylster kan risikere at røbe hans position.

## Historie
Igennem 1800-tallet blev repetérrifler forbedret kraftigt. 1. verdenskrig var højdepunktet i riffeltypens udbredelse, selvom automatrifler blev udviklet i løbet af krigen.
I 2. verdenskrig begyndte de semiautomatiske rifler og stormgeværer at være dominerende, selvom repetérriflen var standardudrustning for de fleste soldater i denne krig. I dag er repetérrifler almindelige blandt snigskytter på grund af sin præcision, pålidelighed og mindre vægt.
Repetérrifler bruges i dag primært som jagtvåben. De kan bruges til jagt på stort set alle typer vildt (afhængig af våben kaliber).